# Abreus
Abreus è un comune di Cuba, situato nella provincia di Cienfuegos.